# Glechoma
Glechoma  L., 1753 è un genere di piante Spermatofite Dicotiledoni appartenenti alla famiglia delle Lamiaceae, dall'aspetto di piccole erbacee stolonifere perenni dal tipico fiore labiato.

## Etimologia
Il nome del genere, che si trova per la prima volta negli scritti di Dioscoride (Anazarbe, 40 circa – 90 circa), medico, botanico e farmacista greco antico che esercitò a Roma ai tempi dell'imperatore Nerone, può essere tradotto dal greco (glechon) con “puleggio” col quale normalmente si indica una varietà di menta, forse il "penny-royal", Mentha pulegium.
Il nome scientifico è stato definito nella pubblicazione "Species Plantarum - 2: 578" del 1753 lavoro di Carl von Linné (Rashult, 23 maggio 1707 – Uppsala, 10 gennaio 1778) biologo e scrittore svedese, considerato il padre della moderna classificazione scientifica degli organismi viventi.

## Descrizione

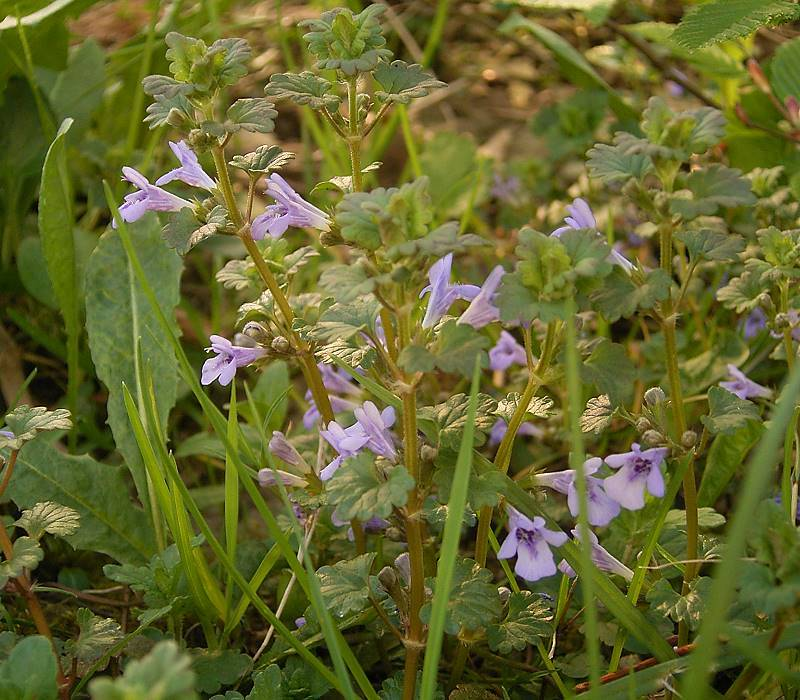
Il portamento (Glechoma hederacea)

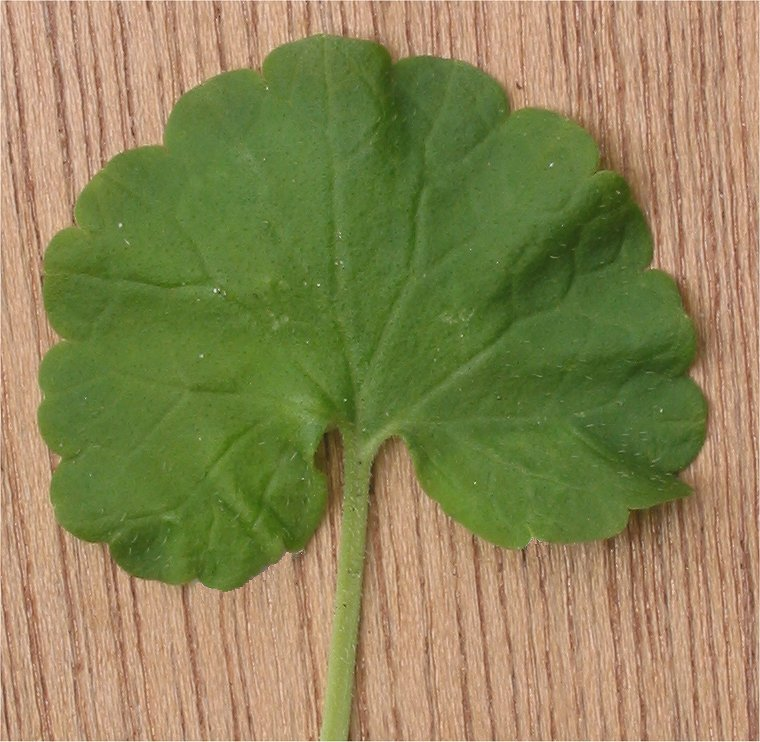
La foglie (Glechoma hederacea)

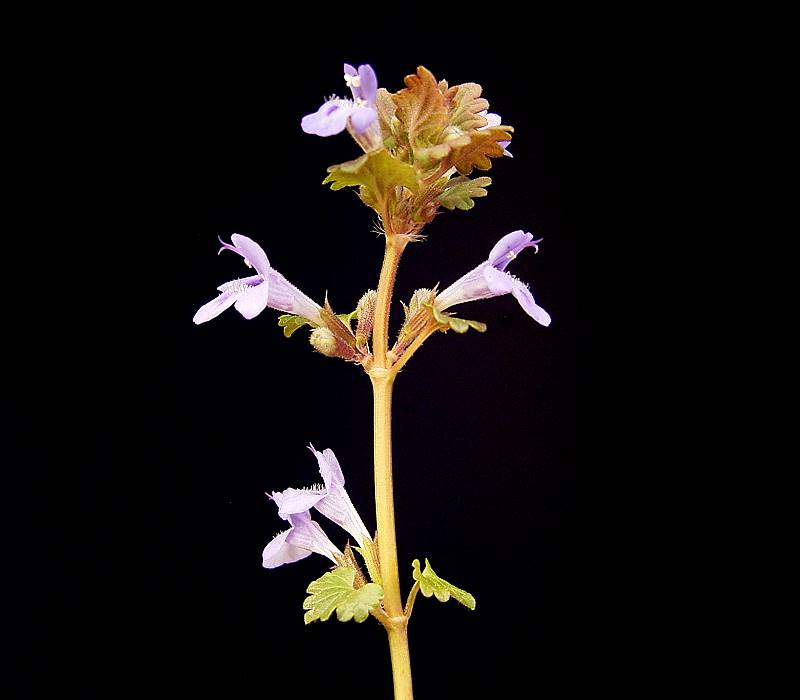
L'infiorescenza (Glechoma hederacea)

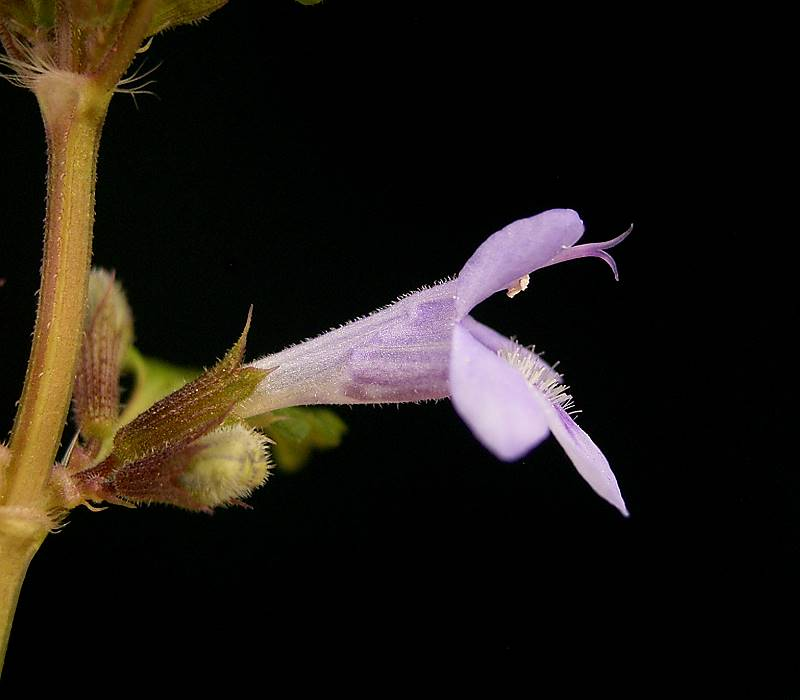
Calice e corolla (Glechoma hederacea)

L'altezza delle piante varia da 10 a 50 cm (massimo 100 cm). La forma biologica delle specie (almeno per quelle europee) è emicriptofita reptante (H rept), ossia sono piante erbacee e perenni, con gemme svernanti al livello del suolo e protette dalla lettiera o dalla neve. Mostrano inoltre un accrescimento aderente al suolo con carattere strisciante. Le piante sono poco odorose. Alcune specie sono ginodioiche.

### Radici
Le radici sono del tipo stolonifero e secondarie da rizoma.

### Fusto
I fusti sono a sezione quadrangolare a causa della presenza di fasci di collenchima posti agli angoli; sono inoltre più o meno pubescenti; sono striscianti e radicanti ai nodi dai quali possono spuntare o dei rametti eretti e fertili con dei fiori, oppure altri con portamento strisciante dai quali l'anno seguente possono generarsi altri rami fertili (con fiori) : in definitiva delle nuove piante.

### Foglie
La disposizione delle foglie lungo il fusto è opposta; sono picciolate e senza stipole. Il bordo è crenato e la lamina è reniforme o cordata o cuoriforme. Le foglie superiori sono progressivamente sessili. Il colore delle foglie è verde e tutta la pagina superiore è ricoperta di piccole venature che le danno una fisionomia rugosa; sono inoltre pubescenti. 

### Infiorescenza
L'infiorescenza è formata da verticillastri ascellari di 2 – 3 o più fiori. I fiori sono disposti più o meno unilateralmente (non ad anello attorno al fusto). Insieme ai fiori sono presenti delle foglie normali e non delle brattee – possono invece essere presenti delle bratteole (queste ultime sono molto più piccole delle brattee e generalmente sono uniche alla base di ogni fiore). Il peduncolo è circondato da un anello di peli bianchi patenti. 

### Fiore
I fiori sono ermafroditi, zigomorfi, tetraciclici (con i quattro verticilli fondamentali delle Angiosperme: calice– corolla – androceo – gineceo) e pentameri.
- Formula fiorale. Per la famiglia di queste piante viene indicata la seguente formula fiorale:

X, K (5), [C (2+3), A 2+2] G (2), supero, 4 nucule
- Calice: il calice è tubuloso (gamosepalo - i sepali sono concresciuti) a campana e abbastanza diritto (leggermente curvo verso la gola) con diverse nervature (una quindicina) e termina con cinque denti acuti, più o meno uguali (struttura 3/2). È ricoperto da corti peli.
- Corolla: la corolla tubolare (gamopetala) è dilatata a vertice, ed è bilabiata (struttura 2/3): il labbro superiore è formato da due lobi lievemente ripiegati all'insù; il labbro inferiore è formato da tre lobi (quello centrale è più grande di tutti ed è piano). Il labbro inferiore generalmente è macchiato. Il tubo corollino è privo dell'anello di peli (dei peli sono presenti solo alla base del labbro inferiore). I colori sono blu, violetto, lilla o rosa.
- Androceo: gli stami sono quattro (un quinto stame è atrofizzato) e tutti fertili e con filamenti paralleli (non convergenti) e glabri. Gli stami sono didinami: i due posteriori sono più lunghi di quelli anteriori. Le antere sporgono appena dalla corolla. In particolare le antere hanno l'unicità d'essere riunite e incrociate a due a due a 90°. I granuli pollinici sono del tipo tricolpato o esacolpato.
- Gineceo: l'ovario è supero (o anche semi-infero) formato da due carpelli saldati (ovario bicarpellare) ed è 4-loculare per la presenza di falsi setti divisori all'interno dei due carpelli. La placentazione è assile. Gli ovuli sono 4 (uno per ogni presunto loculo), hanno un tegumento e sono tenuinucellati (con la nocella, stadio primordiale dell'ovulo, ridotta a poche cellule).[13]. Lo stilo inserito alla base dell'ovario (stilo ginobasico) è del tipo filiforme e più o meno lungo come gli stami. Lo stigma è bifido con lobi subuguali. Il nettario è un disco alla base e intorno all'ovario più sviluppato anteriormente e ricco di nettare.

### Frutti
Il frutto è un tetrachenio (composto da quattro nucule) racchiuso nel calice persistente. I semi sono sprovvisti di endosperma.

## Riproduzione
- Impollinazione: l'impollinazione avviene tramite insetti tipo ditteri e imenotteri, raramente lepidotteri (impollinazione entomogama).[7][14]  Alcune larve di lepidotteri (Coleophora albitarsella) si cibano di queste piante.
- Riproduzione: la fecondazione avviene fondamentalmente tramite l'impollinazione dei fiori (vedi sopra).
- Dispersione: i semi cadendo a terra (dopo essere stati trasportati per alcuni metri dal vento – disseminazione anemocora) sono successivamente dispersi soprattutto da insetti tipo formiche (disseminazione mirmecoria).

## Distribuzione e habitat
Queste piante in genere preferiscono le zone boschive (specialmente i margini dei boschi) fresche, lievemente umide e ombreggiate dal piano fino a quote medie (1000 - 1500 m s.l.m.). Per le specie alpine il substrato preferito è sia calcareo che siliceo con pH neutro del terreno che deve avere valori nutrizionali medi e deve essere mediamente umido.
La distribuzione di queste piante in Italia è abbastanza buona a parte la specie Glechoma sardoa che si trova solo in Sardegna. Fuori dall'Italia sono presenti soprattutto nell'Eurasia.

## Tassonomia
La famiglia di appartenenza del genere (Lamiaceae), molto numerosa con circa 250 generi e quasi 7000 specie, ha il principale centro di differenziazione nel bacino del Mediterraneo e sono piante per lo più xerofile (in Brasile sono presenti anche specie arboree). Per la presenza di sostanze aromatiche, molte specie di questa famiglia sono usate in cucina come condimento, in profumeria, liquoreria e farmacia. La famiglia è suddivisa in 7 sottofamiglie: il genere Glechoma è descritto nella tribù Mentheae (sottotribù Nepetinae) appartenente alla sottofamiglia Nepetoideae. Nelle classificazioni più vecchie la famiglia Lamiaceae viene chiamata Labiatae.
Nelle vecchie trattazioni botaniche le piante di questa voce sono descritte all'interno del genere Nepeta L., chiamato comunemente "gattaia". In effetti le differenze tra le specie dei due generi (Glechoma e Nepeta) sono minime: il lobo mediano del labbro inferiore della corolla delle “Nepeta” è concavo, inoltre le foglie (sempre delle Nepeta) poste all'ascella dei fiori sono trasformate in brattee.

### Variabilità e Ibridi
Le piante di Glechoma sono polimorfe per alcune caratteristiche:
- pubescenza: che può essere nulla o molto accentuata;
- calice: che può variare nella lunghezza, ma soprattutto nella dimensione dei denti.

In effetti questo polimorfismo causa delle diversità di classificazione in alcune specie di questo genere. Ad esempio le due specie di Glechoma presenti nella flora spontanea italiana continentale non sempre dai vari Autori sono presentate come appartenenti a due specie diverse.

### Filogenesi

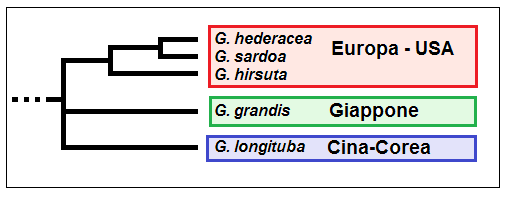
Cladogramma del genere

Sono stati fatti alcuni studi specifici di tipo filogenetico sulle specie del genere Glechoma. Questi studi in parte sono stati ostacolati dai cromosomi di piccole dimensioni e dalla poliploidia: le specie di questo genere sono tetraploidi (2n = 36) con un numero di cromosomi di base x = 9. Da tali ricerche risulta che le varie specie del genere sono raggruppate geograficamente in corrispondenza di cladi ben definiti. In particolare sono stati individuati tre cladi principali (gruppi monofiletici) in corrispondenza delle tre principali aree di distribuzione delle specie di Glechoma (Europa-Stati Uniti d'America, Cina-Corea e Giappone).

### Specie spontanee della flora italiana
Per meglio comprendere ed individuare le varie specie del genere (solamente per le specie spontanee della flora italiana) l'elenco seguente utilizza in parte il sistema delle chiavi analitiche:.

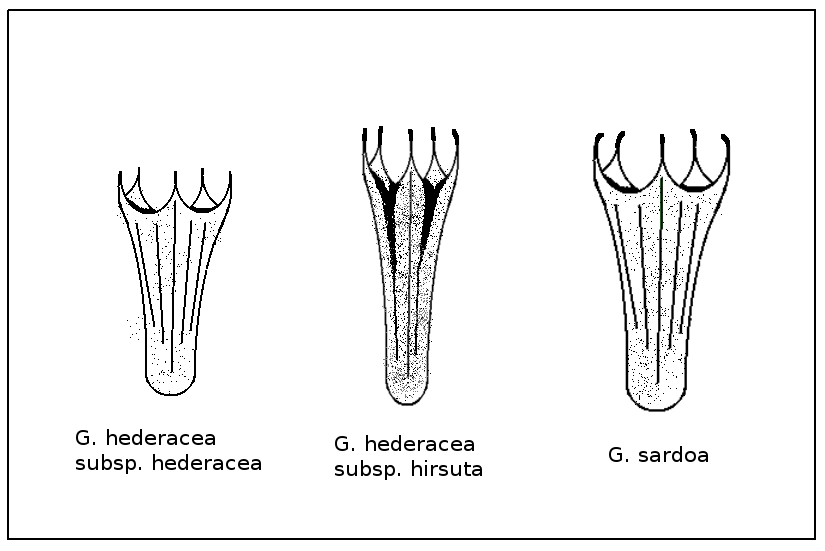
Calici a confronto

- Gruppo 1A : i denti del calice sono 2 - 3 volte più lunghi che larghi;

- Gruppo 2A : la base dei denti del calice è di 0,8 – 1,5 mm;

- Glechoma hederacea L. - Ellera terrestre comune: l'altezza va da 1 a 3 dm; il ciclo biologico è perenne; la forma biologica è emicriptofita reptante (H rept); il tipo corologico è Circumboreale; si trova nei boschi umidi o ai margini degli stessi ad una altitudine massima di 1400 m s.l.m.. In Italia è comune al nord; un po' più rara al centro.

- Gruppo 2B : la base dei denti del calice è di 1,8 – 2 mm;

- Glechoma sardoa Bég. - Ellera terrestre di Sardegna: l'altezza va da 1 a 3 dm; il ciclo biologico è perenne; la forma biologica è emicriptofita reptante (H rept); il tipo corologico è Endemico; si trova nelle boscaglie o vicino alle siepi e sorgenti ad una altitudine compresa tra i 500 e 1800 m s.l.m.. In Italia si trova (ma raramente) solo in Sardegna (e Corsica).

- Gruppo 1B : i denti del calice sono 4 - 8 volte più lunghi che larghi;

- Glechoma hirsuta Waldst. & Kit. - Ellera terrestre pelosa: l'altezza va da 1 a 5 dm; il ciclo biologico è perenne; la forma biologica è emicriptofita reptante (H rept); il tipo corologico è Sud Est Europeo; si trova nei boschi o nelle siepi ad una altitudine massima di 1000 m s.l.m.. In Italia è rara e si trova in prevalenza al centro e sud.

### Generi simili
- Nepeta L. - Gattaia : fino a metà del 1900 il genere Glechoma era compreso in questo genere; Nepeta si differenzia per alcune parti della corolla.
- Stachys L. - Betonica, Stregona : sono piante annue; l'infiorescenza è disposta ad anello attorno al fusto; internamente alla corolla è presente un anello di peli.
- Prunella L. - Prunella : l'infiorescenza è apicale e più compatta, è inoltre protetta da brattee; i filamenti si prolungano oltre le antere.

### Sinonimi
L'entità di questa voce ha avuto nel tempo diverse nomenclature. L'elenco seguente indica alcuni tra i sinonimi più frequenti:
- Chamaecissos Lunell
- Chamaeclema Moench
- Glechonion St.-Lag.
- Meehaniopsis Kudô

## Usi
L'utilizzo di queste piante non è molto marcato. Nel giardinaggio si sfrutta la caratteristica tappezzante (e in parte anche invasiva) di queste specie per riempire delle zone di giardino in mezza ombra (o moderatamente soleggiate) con terreni umidi ma ben drenati; mentre in cucina sono usate raramente come non frequentemente sono usate nella medicina (a parte la specie Glechoma hederacea che possiede qualche proprietà farmaceutica interessate).